# 梁宏达
梁宏达（1972年2月20日—），艺名老梁，中国大陆著名評論家、自媒体主播，生於黑龙江兰西，1992年毕业於黑龙江大学新闻专业，曾任中央人民广播电台特别评论员、中国教育电视台评论员，主讲过众多电视及网络节目，包括《体育评书》《老梁说天下》《老梁故事汇》《老梁观世界》《老梁看电影》《老梁有看法》《天天五味评》《梁知》《老梁通史》等，因其渊博的知识和独到的见解而深受许多观众喜爱。其妻子是中国大陆节目主持人荆慕瑶。

## 相关争议

### 雷锋事件
梁宏达在某期节目里质疑雷锋，称雷锋是出于意识形态的需要而塑造的。他肯定了雷锋所做的好人好事，接着又分析说，雷锋是个好出风头的人，他的一些照片也是新华社等媒体摆拍出来的。2017年初，适逢中国共产党第十九次全国代表大会召开前夕，节目被人挖出，遭到《解放軍報》、公安部治安管理局暨打四黑除四害专项行动办公室、共青团中央及大量毛派的批评围剿。中国社会福利基金会学雷锋基金管委会和中华志愿者协会弘扬雷锋精神促进会也在1月17日发布联合声明，强烈谴责梁宏达的恶劣言行，同时要求有关单位对此人立即采取措施，令其深刻反省，向全国人民公开道歉。

## 个人生活
- 梁宏达已与中国教育电视台新闻中心首席主持人荆慕瑶结婚[5]，两人是丁克家庭[6][需要較佳来源]。